# Cyril Morley Shelford
Pour les articles homonymes, voir Shelford.
Cyril Morley Shelford (8 avril 1921-8 novembre 2001) est un homme politique canadien de la Colombie-Britannique. Il est député provincial créditiste de la circonscription britanno-colombienne de Omineca de 1952 à 1972 et de Skeena de 1975 à 1979.
Il est ministre de l'Agriculture dans les cabinets des premiers ministres W. A. C. Bennett de 1968 à 1972 et de Bill Bennett de 1978 à 1979.

## Biographie
Né à Southbank dans le district régional de Bulkley-Nechako en Colombie-Britannique, Shelford participe à la défence anti-aérienne pendant la Seconde Guerre mondiale. Après la guerre, il publie plusieurs libres dont:
- From Snowshoes To Politics  (ISBN 0-920501-09-5)
- We Pioneered  (ISBN 0-920501-19-2)
- From War To Wilderness  (ISBN 1-55056-533-8)
- Think Wood!: The Forest Is An Open Book; All We Have To Do Is Read It  (ISBN 0-9697713-0-4)[4]

Il est candidat créditiste sur la scène fédérale dans Fraser Valley East, mais termine quatrième et dernier lors de l'élection de 1972.
Shelford meurt à Victoria en novembre 2001 à l'âge de 80 ans.